# Прудкий Олег Вікторович
Оле́г Ві́кторович Прудки́й (11 вересня 1991 — 22 травня 2022) — український боксер легкої ваги, чемпіон України з боксу (2013, 2014). Майстер спорту України міжнародного класу. Капітан поліції. Учасник російсько-української війни, який загинув під час російського вторгнення в Україну.

## Життєпис
Народився в селі Тіньки, нині Чигиринської міської громади Черкаського району Черкаської області, де з 1998 по 2009 рр. навчався у школі.
Навчався в навчально-науковому інституті фізичної культури, спорту і здоров'я Черкаського національного університету імені Богдана Хмельницького.
У 2013—2014 роках ставав чемпіоном України з боксу в легкій вазі. У 2012 році виборов бронзу національної першості в легшій вазі, а у 2015 році — у легкій вазі.
З 2013 року виступав за напівпрофесійну боксерську команду «Українські отамани».
Після завершення боксерської кар'єри з 2016 року проходив службу в управлінні патрульної поліції в Черкаській області Департаменту патрульної поліції Національної поліції України, а з грудня 2021 — у підрозділі КОРД Національної поліції України, капітан поліції. З початком російського вторгнення в Україну виконував спеціальні бойові завдання. Загинув під час обстрілу.
Мешкав у Черкасах. Залишились дружина і дві доньки. Похований у с. Тіньки.